# Un'avventura (film)
Un'avventura è un film del 2019 diretto da Marco Danieli.
La pellicola, con protagonisti Michele Riondino e Laura Chiatti, prende spunto dalla canzone omonima di Lucio Battisti e da altre della coppia Battisti-Mogol; quest'ultimo ricopre il ruolo di consulente artistico nel film.

## Trama
Puglia, anni '70. Matteo è innamorato di Francesca, ma lei vuole abbandonare la vita di provincia e conoscere il mondo. Dopo quattro anni passati a viaggiare per il mondo, Francesca torna al paese natale per assistere la madre malata, e lei e Matteo intrecciano nuovamente una relazione. Alla morte della madre, Francesca accetta un lavoro presso un'agenzia pubblicitaria di Roma. Matteo, convinto dal padre, decide di seguire la ragazza nella capitale.
A Roma, Matteo tenta senza successo la carriera di cantautore, finché viene assunto, su raccomandazione della moglie, presso la stessa agenzia pubblicitaria come compositore di jingle promozionali. Durante questa nuova professione, Matteo collabora con Linda, con cui stringe un rapporto di amicizia.
Matteo e Francesca si sposano. Tre anni dopo, al termine dei festeggiamenti per il terzo anniversario di nozze, Matteo rivela a Linda di non sentire più stimoli nella vita, e la ragazza lo bacia. Alcuni giorni dopo, Francesca torna in Puglia per fare visita al fratello Sandro, che nel frattempo si è sposato e ha avuto una figlia. Francesca rivela a Sandro di essere incinta e di essere confusa se tenere o no il figlio, poiché teme di non essere in grado di fare la madre. Sandro la incoraggia a parlarne con il marito ma, quando Francesca torna a Roma, scopre che Matteo l'ha tradita con Linda. La ragazza si allontana sconvolta dalla casa e ha un incidente automobilistico, a causa del quale riporta alcune fratture e perde il bambino. Matteo accorre a trovarla in ospedale, dove chiede a Francesca di perdonarlo. La ragazza non gli dice dell'aborto, ma decide di tornare a casa con lui.
Dopo qualche tempo, Matteo apprende dall'amico Daniele che Francesca lo tradisce con il proprio capo. Matteo affronta Francesca chiedendole spiegazioni, e la ragazza gli rivela di ritenere il loro matrimonio ormai irrecuperabile. I due hanno un rapporto sessuale, ma la mattina dopo Francesca abbandona la casa.
Matteo è sconvolto per la fine della propria relazione, ma grazie al supporto degli amici riesce a tornare ad avere relazioni sentimentali con diverse ragazze. Un giorno scopre che suo padre è intenzionato a lasciare sua madre poiché si è innamorato di un'altra donna, con cui ha tradito la moglie. Grazie al padre, Matteo capisce che i propri sentimenti per Linda sono sinceri. Dopo le iniziali titubanze di Linda, i due si mettono insieme. Matteo e Francesca si separano, nonostante lei non ne sia convinta, e sia ferita del fatto che Matteo è riuscito a voltare pagina.
Alcuni mesi dopo, viene casualmente ritrovato da un produttore discografico un provino presentato anni prima da Matteo. Il brano (Un'avventura) ha un immediato successo, e viene ascoltato in radio da Francesca, la quale, presa dalla nostalgia, decide di interrompere la relazione col proprio capo, di cui è ancora l'amante, e di tenere il bambino che aspetta da quest'ultimo. Linda, al contempo, si accorge che Matteo non la amerà mai come aveva amato Francesca, cui è dedicato il brano di Matteo. Così decide di lasciarlo.
Matteo incontra infine Francesca nel paese, dove lui era tornato per visitare la madre e lei si è trasferita con il figlio; i due parlano teneramente del proprio passato.

## Produzione
Le riprese sono durate sette settimane e si sono svolte tra Roma e la Puglia (Lecce, Tricase e Francavilla Fontana).
Luca Tommassini ha curato le coreografie del film.

## Colonna sonora
La colonna sonora è stata curata da Pivio e Aldo De Scalzi, ed è interamente composta da brani del duo Battisti-Mogol, riarrangiati per il film. Mogol è accreditato come consulente artistico del progetto insieme al Centro Europeo di Toscolano.

## Promozione
Il primo trailer del film è stato diffuso il 14 gennaio 2019.

## Distribuzione
La pellicola è stata distribuita nelle sale cinematografiche italiane a partire dal 14 febbraio 2019.

## Accoglienza

### Incassi
La pellicola ha incassato 514.000 euro.

## Riconoscimenti
- 2019 - Filming Italy Best Movie Award[6]
  - Migliore attrice protagonista a Laura Chiatti